# Buxières-lès-Clefmont
Buxières-lès-Clefmont är en kommun i departementet Haute-Marne i regionen Grand Est (tidigare regionen Champagne-Ardenne) i nordöstra Frankrike. Kommunen ligger i kantonen Clefmont som tillhör arrondissementet Chaumont. År 2022 hade Buxières-lès-Clefmont 26 invånare.

## Befolkningsutveckling
Antalet invånare i kommunen Buxières-lès-Clefmont
| Referens: INSEE |